# Фляготримач

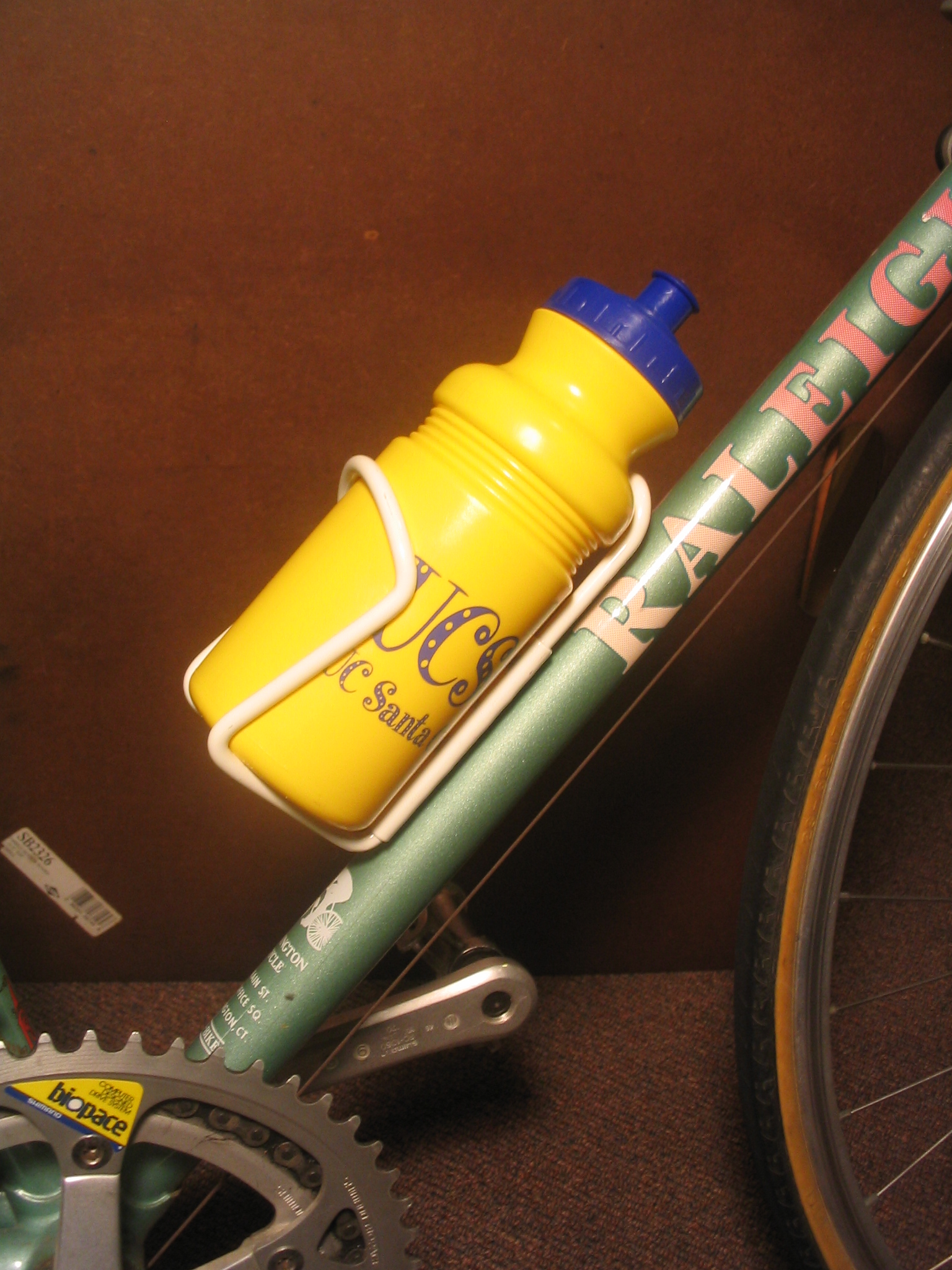

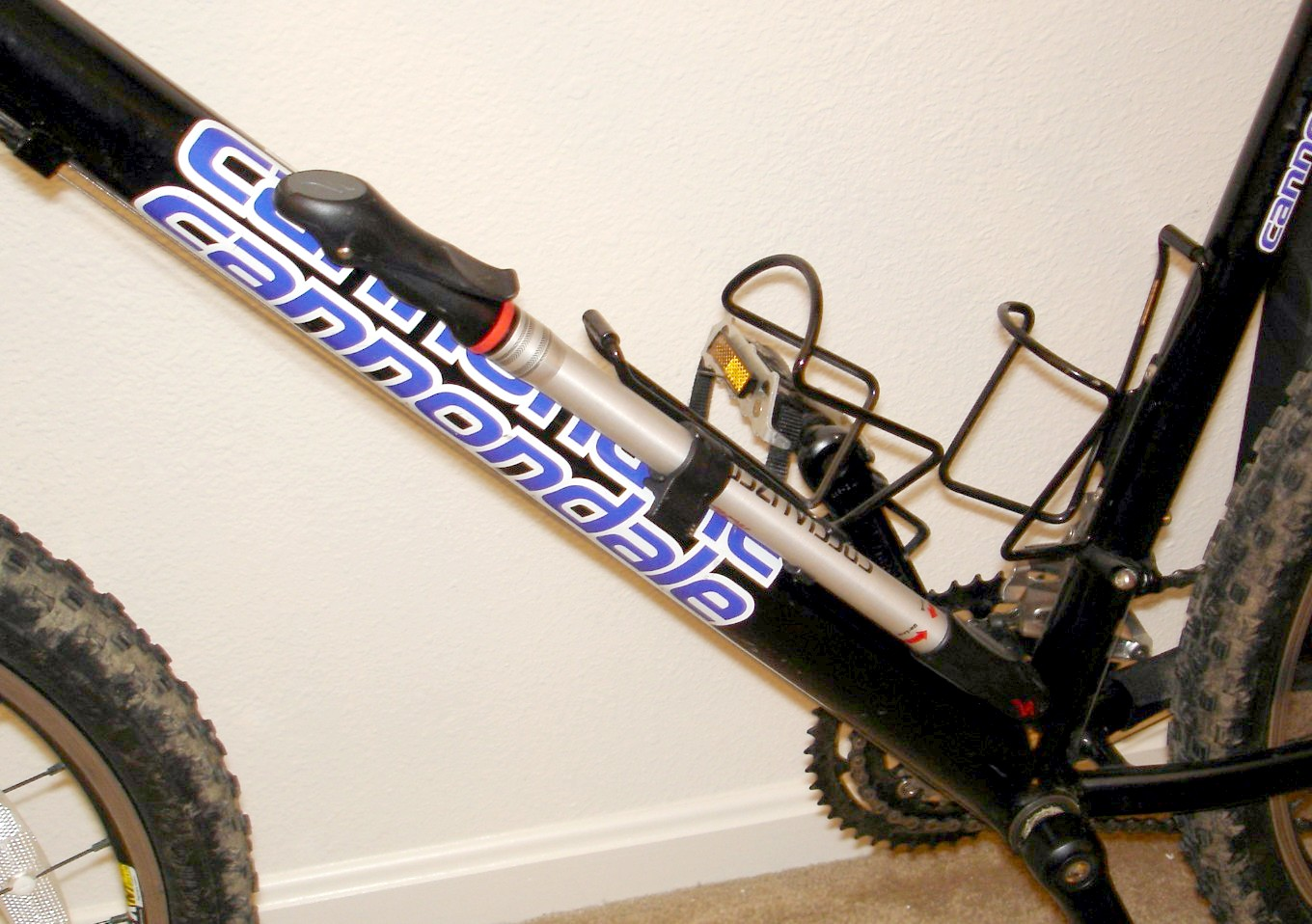
Тримачі для тривалої подорожі

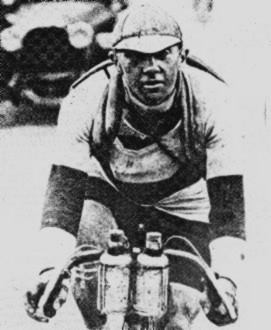
Фляги в Тур де Франс, 1919

Фляготримач — пристрій, що використовується для зручного утримування ємності для води в велосипеді. Складається з легкого пластмасового, алюмінієвого, титанового або Вуглепластикового кошика, який кріпиться до велосипеда у зручному місці на кермі або рамі (рідше — на вилці або під сидінням) та фляги об'ємом 0,5 - 1,0 літр.
Для утримання фляготримача сучасні велосипеди мають різьбові отвори в рамі. Найпоширенішим місцем для монтажу є верхній бік нижньої труби переднього трикутника рами, друга пляшка звичайно встановлюється на передній стороні труби сидіння.

## Характеристики
Конструкція та місце встановлення фляги мають бути такими, щоб дозволити її використання для пиття однією рукою. Бажано, щоб підйомне горлечко фляги було прикрите кришкою, що легко відкривається та захищає конструкцію від пилу.
Об'єм фляги визначається тривалістю велоподорожі. При подорожі містом до 20 км достатньо 1-ї фляги об'ємом 0,5 літра, від 20 до 50 км — 0,75 л, близько 50 км — 1 л. При тривалих велоподорожах бажано використовувати дві фляги загальним обсягом від 1 літра, що дозволить розвантажити ранець або сумки.
Фляги виготовляють з харчових пластиків та алюмінію. Вода в неякісних пластикових моделях може насичуватись запахом матеріалу. Існують пластикові фляги з керамічним шаром, який також є термоізоляцією. Фляги з харчового алюмінію є більш зручними і не виділяють специфічних ароматів в рідину. Для подорожей в холодну або спекотну пору року розроблені термофляги.